# Austrocylindropuntieae
Die Austrocylindropuntieae sind eine Tribus in der Unterfamilie Opuntioideae aus der Familie der Kakteengewächse.

## Beschreibung
Die Arten der Tribus Austrocylindropuntieae wachsen aufrecht und strauchig oder bilden Polster. Die zylindrischen Triebe verzweigen an ihrer Basis oder in der Mitte. Die darauf befindlichen Blattrudimente sind lang ausdauernd, die Dornen haben keine papierartige Scheide. Die kugel- bis birnenförmige Samen besitzen eine schwach ausgeprägte Funiculusrippe.

## Systematik und Verbreitung
Die Tribus Austrocylindropuntieae ist im mittleren und südlichen Südamerika verbreitet. Sie wurde 2002 von Robert S. Wallace und Steven L. Dickie aufgestellt.
Zur Tribus gehören die folgenden Gattungen:
- Austrocylindropuntia Backeb.
- Cumulopuntia F.Ritter

## Nachweise